# La Rate au court-bouillon
La Rate au court-bouillon est un roman publié en janvier 1965 par Frédéric Dard sous le nom de plume de San-Antonio. Il s'agit du 58e titre de la série policière San-Antonio.
Chez l’éditeur Fleuve noir, il porte d’abord le numéro 443 de la collection « Spécial Police », puis en 1972 le numéro 88 de la collection « San-Antonio ».

## Couverture
- 1re édition de 1965 : illustration de Michel Gourdon.
- 2e édition de 1969 : illustration de Michel Gourdon.
- 3e édition de 1978 : illustration Photo Vloo.
- 4e édition de 1989 : illustration de Georges Wolinski.
- 5e édition de 1994 : illustration d'Alain Siauve.
- 6e édition de 2003 : illustration de François Boucq.
- 7e édition de 2019 : illustration de Michaël Sanlaville.

## Résumé
Engagé comme garde du corps d'une fille de milliardaire victime d'un rapt, San-Antonio retrouve son fidèle auxiliaire Bérurier sur l'île du Konkipok, l'atoll paradisiaque du milliardaire Okapis dans l'archipel des Galapagos.
Nos deux héros sont confrontés, comme tous les invités, à une terrible menace atomique. Bien entendu, multipliant les exploits, ils finissent par triompher des criminels de l'organisation « Z » qui tirent les ficelles de la machination.

## Événements majeurs
- Diverses tentatives de kidnapping.
- Attentats contre San-Antonio et de hauts personnages.
- Lutte acharnée sous-marine.
- Menace atomique.

## Personnages
- Le commissaire San-Antonio, recruté comme garde du corps-fiancé par Gloria Victis.
- L'inspecteur Alexandre-Benoît Bérurier, se faisant passer pour Mahousse (collaborateur scientifique de E. Prouvette).
- Gloria Victis (fille présumée du milliardaire Victis mais qui se révèle finalement l'agent secret américain OSS 116).
- La famille Okapis : Angelo le père, Eczéma la mère, Homère Okapis (cousin du célèbre Mankenpis) le fils, Antigone la fille (qui n'a rien contre les Lyonnais).
- Le professeur E. Prouvette de l'Institut (découvreur entre autres du marteau à deux têtes, de la poinçonneuse à gruyère, de la tasse à café pour gaucher, du tire-bouchon inversé...).
- Riches et têtes couronnées invités à la crémaillère de la propriété : Le prince Salim Tanksapeuh (surnommé Peupeu, par certaines pensionnaires de son harem et futur souverain de l'Arabie Bougnazé), Lord Loge-Parlente (député de Greenwich, où est-ce un leurre?), l'Archiduc Francois-Joseph de Kronenbourg de Lux, (avant qu'on le mette en bière), La Cavale (célèbre cantatrice chauve), Ted Deulards (roi de la tringle à rideau), Herr Hoplann (constructeur d'avions allemand), Foscao 1er (roi du Banania Septentrional), Yapa Lmétro Akyoto (ambassadeur du Japon à Pointe-à-Pitre), le baron Samuel de Lévy de Télavoche, le général Von Koklusch (héros de la guerre de 70), la reine mère Mélanie de Brabance, le prince Konsör de Fromagie au deuxième degré, la vice-reine du Ténia Aloha Kélébatouze, M. Pédal des Nations-Désunies, Salvador Sanzunpélo (ancien dictateur du Bozon-Verduraz), la reine Pédok de Buitonni, M. Edgar Faible (ancien président du Conseil français), Équateur Sali (peintre qui peint des bicyclettes dont les roues sont en guirlandes de roses)...
- Le commando de l'organisation « Z »

Exceptionnellement non-participation de César Pinaud, Berthe Bérurier, Achille (directeur de la police), Mathias.

## Lieux de l'aventure
Début du livre et tentative de 1er kidnapping visant Gloria Victis entre Cannes et Saint-Raphaël.
Voyage en avion (Nice-Paris, Paris-Mexico, Mexico-Quito, Quito-Guayaquil), puis sur le yacht d'Okapis et projet de 2e kidnapping.
Île du Konkipok dans l'archipel des Galapagos; atoll paradisiaque appartenant au milliardaire Okapis et sa demeure qui comporte huit cents chambres avec salle de bains, douze salles à manger, vingt-trois salons, deux bibliothèques, huit piscines de compétition, quatre salles de gymnastique, un champ de courses, un vélodrome et un terrain d'atterrissage pour Boeing

## Unité de temps
L'action se déroule très rapidement sur une soirée et, le lendemain à Cannes, deux jours complets pour le voyage en avion et bateau, puis en une journée sur l'île du Konkipok.

## Particularités
Chaque chapitre débute par : Moi, vous me connaissez...